# Daniel M. Tani
Daniel Michio Tani (* 1. Februar 1961 in Ridley Park, Bundesstaat Pennsylvania, USA) ist ein ehemaliger US-amerikanischer Astronaut.

## Biographie

### Vor der NASA
Tani erhielt 1984 einen Bachelor und vier Jahre später einen Master in Maschinenbau vom Massachusetts Institute of Technology. Nachdem er seinen Bachelor erhalten hatte, arbeitete er für zwei Jahre als Konstrukteur bei Hughes Aircraft in der Space and Communications Group in Kalifornien. Danach war Tani für die Beraterfirma Bolt Beranek and Newman in Cambridge (Massachusetts) und anschließend für Orbital Sciences (OSC) in Dulles (Virginia) tätig. Bei OSC war er verantwortlich für die Oberstufe TOS, die 1993 den ACTS-Satelliten (Advanced Communications Technology Satellite) in seine Umlaufbahn transportierte. Dabei arbeitete Tani während der Space-Shuttle-Mission STS-51 eng mit dem Johnson Space Center (JSC) der NASA zusammen. Anschließend wirkte Tani noch an der Entwicklung der Pegasus-Rakete bei OSC mit.

### NASA-Astronautentätigkeit
Im April 1996 wurde er als Astronautenanwärter von der NASA ausgewählt. Nach seiner Ausbildung zum Missionsspezialisten am JSC übernahm er 1998 Aufgaben in der EDV-Abteilung des Astronautenbüros sowie bei der Vorbereitung von Außenbordeinsätzen. Zudem betreute er in den Unterstützungsmannschaften die Astronauten der ISS-Expedition 2.

#### STS-108
Am 5. Dezember 2001 flog er als Missionsspezialist mit dem Space Shuttle Endeavour zur Internationalen Raumstation (ISS). STS-108 brachte die Mannschaft der ISS-Expedition 4 zur ISS und holte die Expedition-3-Raumfahrer wieder ab. Mit dem Mehrzwecklogistik-Modul Raffaello wurden über drei Tonnen Versorgungsgüter und Wissenschaftsexperimente zur Raumstation gebracht. Während des zwölftägigen Fluges unternahm Tani auch eine vierstündige Außenbordaktivität, um Isoliermatten an den Solarmodulen anzubringen.

#### ISS-Expedition 16
Tani wurde für die ISS-Expedition 16 für einen sechswöchigen Kurzaufenthalt als Bordingenieur auf der Internationalen Raumstation eingeteilt. Er startete am 23. Oktober 2007 an Bord von STS-120 und sollte Mitte Dezember mit STS-122 zur Erde zurückkehren. Technische Probleme führten zu einer zweimonatigen Verschiebung der Shuttle-Mission. Deshalb dauerte Tanis Stationsaufenthalt vier Monate. Er landete mit STS-122 am 20. Februar 2008.

### Nach der NASA
Im August 2012 schied Tani aus dem Astronautenprogramm aus und wurde Vizepräsident bei Orbital Sciences (OSC) in Dulles, Virginia.

### Privates
Tani und seine Frau Jane haben drei Kinder. Während seines Aufenthalts auf der ISS starb am 19. Dezember 2007 seine Mutter.